# La Vie des gosses
La Vie des gosses (en coréen : 소년탐구생활) est un sonyun manhwa de Kim Hong-mo (김홍모) publié en Corée du Sud en 2007 aux éditions GCK Book et en français chez Kana collection « Made in » en 2008. Il s'agit d'un recueil de cinq histoires courtes sur le thème de l'enfance. L'ouvrage est traduit par Keum Suk Gendry-Kim et Loïc Gendry.

## Histoires
- À la recherche de Bomulseom !, 25 pages, noir et blanc

Kok-ji tient beaucoup à sa collection de Bomulseom (magazine de prépublication de manhwas) mais un jour il se rend compte qu'il lui en manque un. Il enquête alors auprès de ses camarades pour le retrouver.
- Le propriétaire des châtaigniers, 20 pages, couleur

Kok-ji et ses amis s'amusent à lancer des pierres dans les châtaigniers appartenant à un vieil homme pour récupérer les châtaignes. Mais un jour ils se font surprendre par le propriétaire.
- Le général « Tol », 24 pages, couleur

À l'époque du soulèvement de Kwangju, Kok-ji qui vit avec sa famille à la frontière entre la Corée du Sud et la Corée du Nord, apprend à la télévision que la Corée du Nord menace d'inonder la Corée du Sud.
« Tol » fait référence à un dessin animé sud-coréen de propagande anticommuniste de 1978.
- La rivière Hantaan, 37 pages, couleur

En Hiver, Kok-ji et ses amis s'amusent sur la rivière gelée Hantaan.
Le nom de la rivière, Hantaan, qui sépare la Corée du Nord de la Corée du Sud, est également celui d'un virus qui y circule.
- Épilogue, 29 pages, couleur